# 0 (szám)
A 0 (nulla) a legkisebb természetes szám és az azt jelölő számjegy. Más értelmezés szerint a nulla nem természetes szám.
A 0 a matematikában fontos szerepet tölt be, mint az összeadás egységeleme.

## A nulla a matematikában
A nullánál nagyobb számokat pozitív, a nullánál kisebbeket negatív számoknak nevezzük. Így a nulla az egyetlen szám, ami se nem negatív, se nem pozitív, illetve a nulla a legkisebb nemnegatív egész. Egyben a nulla a legkisebb nemnegatív és a legnagyobb nem pozitív szám.
A nullának minden egész szám osztója. (Ez nemcsak az egész számok, hanem például az egész együtthatós polinomok között is igaz.)

a akkor és csak akkor osztója b-nek, ha b a-val vett osztási maradéka 0.

0! értéke 1. Lásd még: üres szorzat.

Az üres összeg értéke nulla.
Egy a szám akkor zérushelye az f(x) függvénynek, ha f(a)=0.
Triviálisan szigorúan nem palindrom szám.

## A nulla algebrai tulajdonságai
A természetes, racionális, valós és komplex számok között minden x-re teljesül, hogy
- Összeadás: x + 0 = 0 + x = x, azaz a nulla az összeadás neutrális, vagy nulleleme.
- Kivonás: x − 0 = x és 0 − x = − x.
- Szorzás: x · 0 = 0 · x = 0, azaz a nulla bármivel szorozva nulla marad.
- Osztás: {\displaystyle 0/x=0}, ha {\displaystyle x\neq 0}. Azonban {\displaystyle x/0} nincs értelmezve (mert nincs olyan szám, ami nullával szorozva x-et nullától különböző számot adna). A valós számok körében ha x pozitív, ahogy y az {\displaystyle x/y} kifejezésben a pozitív oldalról közelít nullához, a hányados a végtelenbe nő, de ha y a negatív oldalról közelít, a hányados a negatív végtelenbe csökken.
- Hatványozás: x0 = 1, az x = 0 esetben definíció szerint 1. Minden pozitív valós x-re, 0x = 0.

## A nulla mint számjegy
- A nulla számjegy bevezetése előtt Indiában kihagyott helyet használtak a helyiértékes jelöléssel. A nulla számjegy első bizonyított tízes számrendszerbeli használata a 9. századból származik. A jele egy pont volt, ezért bindu-nak, azaz pontnak hívták.
- A nulla mai megjelenési formája egy kör, ellipszis vagy lekerekített téglalap. A nagy O betűtől való megkülönböztetés érdekében a nulla alakja keskenyebb.
- A számjegy ASCII kódja: 48, vagy 0x0030.

## Kulturális vonatkozások

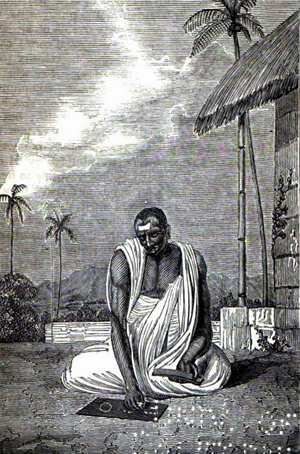
Brahmagupta volt az első, aki szabályokat adott meg a nulla használatához a számításokban. A szövegek az indiai matematikában szokásos módon versekbe vannak szedve. Mivel bizonyításokat nem közöl, nem lehet tudni, hogy matematikája mire támaszkodott

- A nullát mint számjegyet az ókori görögök és rómaiak nem ismerték.
- A Gergely-naptárban nincsen 0. év.
- A maja számírásban is szerepel a nulla, szimbóluma egy kagyló. A maja naptár a 0. nappal kezdődik, ami a Gergely-naptár szerint visszaszámolva i.e. 3114. augusztus 11-én volt.
- A teniszben használatos love kifejezés a francia „l’oeuf” szóból ered, aminek jelentése: „tojás”. Ennek a nullához való hasonlósága miatt kapta a „nulla” jelentést a teniszben a love szó.
- A „zéró” kifejezés Fibonaccitól származik, aki az arab „szifr” szót vette át (jelentése: üres, semmi). Ezt olaszosan zefiro-nak írta, ez rövidült le „zéró”-vá. A zefiro (magyarul: zefír) másik jelentése: „könnyű, alig érzékelhető szél”.